# Álex Rins
Álex Rins Navarro (ur. 8 grudnia 1995 w Barcelonie) – hiszpański motocyklista, który obecnie ściga się w królewskiej kategorii MotoGP w zespole Monster Energy Yamaha.

## Kariera

### Droga do MŚ
Alex Rins zaczął się ścigać mając 6 lat, występował wtedy w zawodach Supermotard, dosiadał motocykli o pojemności 50cm3, 65cm3, 70cm3 oraz 85cm3, zdobył m.in. mistrzostwo Katalonii MiniGP (pojemność 70cm3) i Europejskie Mistrzostwa 125cm3. W 2010 r. przeniósł się do najbardziej znanego cyklu mistrzostw Hiszpanii, CEV Buckler, gdzie ścigał się w klasie 125cm3 z zespołem Monlau Competicion na motocyklu Aprilia RS, sezon zakończył trzeci. Kolejny rok to już wygrana w tej samej klasie, ale z zespołem Catalunya Caixa Repsol, jednocześnie został wicemistrzem w Mistrzostwach Europy 125cm3.

### Moto3
Rok 2012 był debiutem Rinsa w Motocyklowych Mistrzostwach Świata, dosiadał motocykla Hondy z ramą Sutera, który wystawiał zespół Estrella Galicia, w swoim debiutanckim sezonie zdobył tytuł debiutanta roku (Rookie of the Year Award) i ukończył sezon czwarty (jedno podium we Francji i jedno pole position w Hiszpanii na torze Jerez).
Kolejny sezon przyniósł spore zmiany, zespół Estrella Galicia postanowił zmienić motocykle na KTM, rezygnując z Hondy, która po 2012 zbierała słabsze recenzje od swojego Austriackiego konkurenta. Wybór okazał się trafny, a Alex do ostatniego wyścigu walczył o tytuł Moto3, ostatecznie przegrał tylko z Maverickiem Vinalesem, po drodze Rins wygrał 6 wyścigów, 5 razy stawał na drugim stopniu podium i 3 razy na trzecim, 8 razy zdobywał pole position i łącznie uzbierał 311 punktów.
Rins, któremu nie udało się zwyciężyć w 2013 roku, pozostał w klasie Moto3 z zespołem Estrella Galicia, także i tym razem ekipa zdecydowała, że zmieni maszyny, tym razem wracając do Hondy, Japończycy obiecywali większe wsparcie i ulepszenie obecnych motocykli (NSF250R) m.in. przez zwiększenie średnicy cylindra z 78mm do 81mm. Sezon 2014 pozwolił mu na równi konkurować z Millerem i Marquezem o miano mistrza Moto3, lecz gorsze pozycje spowodowały, że musiał zadowolić się tytułem II wicemistrza.

### Moto 2
Od 2015 roku występuje w drugiej względem pojemności silnika klasie Motocyklowych Mistrzostwach Świata, Moto2 w teamie Paginas Amarillas HP 40. Zwyciężył podczas Grand Prix Indianapolis i Grand Prix Australii i trzeci raz z rzędu musiał zadowolić się wicemistrzostwem.

## Statystyki

### Sezony
| Sezon | Klasa  | Motocykl    | Wyścigi | Zwycięstwa | Podia | PP | NO | Pkt  | Miejsce |
| ----- | ------ | ----------- | ------- | ---------- | ----- | -- | -- | ---- | ------- |
| 2012  | Moto3  | Suter Honda | 17      | 0          | 1     | 1  | 1  | 141  | 5       |
| 2013  | Moto3  | KTM         | 17      | 6          | 14    | 8  | 1  | 311  | 2       |
| 2014  | Moto3  | Honda       | 18      | 2          | 8     | 4  | 3  | 237  | 3       |
| 2015  | Moto2  | Kalex       | 18      | 2          | 10    | 3  | 4  | 234  | 2       |
| 2016  | Moto2  | Kalex       | 18      | 2          | 7     | 1  | 3  | 214  | 3       |
| 2022  | MotoGP | Suzuki      | 12      | 0          | 2     | 0  | 1  | 92*  | 8*      |
| Razem |        |             | 75      | 12         | 36    | 17 | 11 | 1010 |         |

* – sezon w trakcie

### Starty
| Sezon | Klasa | Motocykl    | 1      | 2     | 3      | 4      | 5      | 6      | 7      | 8      | 9      | 10    | 11    | 12    | 13      | 14    | 15     | 16     | 17     | 18    | Poz. | Pkt. |
| ----- | ----- | ----------- | ------ | ----- | ------ | ------ | ------ | ------ | ------ | ------ | ------ | ----- | ----- | ----- | ------- | ----- | ------ | ------ | ------ | ----- | ---- | ---- |
| 2012  | Moto3 | Suter Honda | QAT 10 | SPA 4 | POR 7  | FRA 3  | CAT NU | GBR NU | NED 6  | GER 20 | ITA 7  | IND 7 | CZE 5 | RSM 4 | ARA 6   | JPN 4 | MAL 7  | AUS 4  | VAL 16 |       | 5    | 141  |
| 2013  | Moto3 | KTM         | QAT 3  | AME 1 | SPA NU | FRA 2  | ITA 2  | CAT 2  | NED 3  | GER 1  | IND 1  | CZE 4 | GBR 2 | RSM 1 | ARA 1   | MAL 2 | AUS 1  | JPN 24 | VAL 3  |       | 2    | 311  |
| 2014  | Moto3 | Honda       | QAT 5  | AME 4 | ARG 5  | SPA 3  | FRA 2  | ITA 3  | CAT NU | NED 2  | GER NU | IND 5 | CZE 9 | GBR 1 | RSM 1   | ARA 4 | JPN 10 | AUS 3  | MAL 3  | VAL 5 | 3    | 237  |
| 2015  | Moto2 | Kalex       | QAT 4  | AME 3 | ARG 2  | SPA 18 | FRA 17 | ITA 11 | CAT 2  | NED 4  | GER 3  | IND 1 | CZE 3 | GBR 2 | RSM DSQ | ARA 2 | JPN 11 | AUS 1  | MAL NU | VAL 2 | 2    | 234  |
| 2016  | Moto2 | Kalex       | QAT 8  | ARG 4 | AME 1  | ESP 3  | FRA 1  | ITA    | CAT    | NED    | GER    | AUT   | CZE   | GBR   | SMR     | ARA   | JPN    | MAL    | AUS    | VAL   | 1*   | 87*  |

* – sezon w trakcie